# Auzouer-en-Touraine
Auzouer-en-Touraine – miejscowość i gmina we Francji, w Regionie Centralnym, w departamencie Indre i Loara.
Według danych na rok 1990 gminę zamieszkiwały 1242 osoby, a gęstość zaludnienia wynosiła 36 osób/km² (wśród 1842 gmin Regionu Centralnego Auzouer-en-Touraine plasuje się na 318. miejscu pod względem liczby ludności, natomiast pod względem powierzchni na miejscu 250.).